# Tom Shadyac
Thomas Peter Shadyac (Falls Church, 1958. december 11. –) amerikai filmrendező, forgatókönyvíró, filmproducer és író.
Filmrendezőként olyan vígjátékokkal vált sikeressé, mint az Ace Ventura: Állati nyomozó (1994), a Bölcsek kövére (1996), a Hanta boy (1997), a Patch Adams (1998) és A minden6ó (2003). 2007-ben kerékpáros baleset érte, ezt követően a materialista életmódnak hátat fordítva lemondott az anyagi jólétről és jótékonykodni kezdett. 2010-ben megrendezte a társadalmi problémákkal foglalkozó I am című dokumentumfilmjét, kulturális és spirituális vezetőkkel készítve interjúkat.
2018-ban visszatért a nagyjátékfilmekhez, Brian Banks című életrajzi drámájának megrendezésével.

## Filmográfia

### Film
| Év   | Magyar cím                         | Eredeti cím                       | Feladatkör | Feladatkör | Feladatkör |
| Év   | Magyar cím                         | Eredeti cím                       | Rendező    | Író        | Producer   |
| ---- | ---------------------------------- | --------------------------------- | ---------- | ---------- | ---------- |
| 1991 | Frankenstein iskolaévei (tévéfilm) | Frankenstein: The College Years   | Igen       | Nem        | Nem        |
| 1994 | Ace Ventura: Állati nyomozó        | Ace Ventura: Pet Detective        | Igen       | Igen       | Nem        |
| 1996 | Bölcsek kövére                     | The Nutty Professor               | Igen       | Igen       | Nem        |
| 1997 | Hanta boy                          | Liar Liar                         | Igen       | Nem        | Nem        |
| 1998 | Patch Adams                        | Patch Adams                       | Igen       | Nem        | Vezető     |
| 2000 | Bölcsek kövére 2. – A Klump család | Nutty Professor II: The Klumps    | Nem        | Nem        | Vezető     |
| 2002 | Szitakötő                          | Dragonfly                         | Igen       | Nem        | Igen       |
| 2003 | A minden6ó                         | Bruce Almighty                    | Igen       | Nem        | Igen       |
| 2006 | Felvéve                            | Accepted                          | Nem        | Nem        | Igen       |
| 2007 | Férj és férj                       | I Now Pronounce You Chuck & Larry | Nem        | Nem        | Igen       |
| 2007 | Evan, a minden6ó                   | Evan Almighty                     | Igen       | Igen       | Nem        |
| 2010 |                                    | I Am (dokumentumfilm)             | Igen       | Igen       | Nem        |
| 2018 | Brian Banks                        | Brian Banks                       | Igen       | Nem        | Nem        |

### Televíziós sorozat
- 2002–2005: Pimaszok, avagy kamaszba nem üt a mennykő (8 Simple Rules... for Dating My Teenage Daughter) – vezető producer (76 epizód)

### Színészként
| Év   | Magyar cím | Eredeti cím  | Szerep | Megjegyzések                  |
| ---- | ---------- | ------------ | ------ | ----------------------------- |
| 1984 | Magnum     | Magnum, P.I. | Danny  | televíziós sorozat (1 epizód) |
| 1986 |            | Jocks        | Chris  |                               |
| 2010 |            | I Am         | önmaga | dokumentumfilm                |

## Fordítás
- Ez a szócikk részben vagy egészben  a   Tom Shadyac című angol Wikipédia-szócikk fordításán alapul.  Az eredeti cikk szerkesztőit annak laptörténete sorolja fel. Ez a jelzés csupán a megfogalmazás eredetét és a szerzői jogokat jelzi, nem szolgál a cikkben szereplő információk forrásmegjelöléseként.